# Rocío Mayol
Rocío Mayol Troncoso (Santiago, 3 de abril de 1984) es una psicóloga clínica, investigadora, académica y divulgadora científica chilena, especializada en salud mental y bienestar emocional. Ha sido premiada como una de las 100 Mujeres Líderes por el premio de "El Mercurio". Ejerce como directora del Laboratorio de Psiquiatría Traslacional (Psiquislab) en la Clínica Psiquiátrica Universitaria de la Universidad de Chile.Ha participado de eventos de divulgación internacional, entre ellos el Congreso Futuro 2025.

## Biografía
Vivió en la comuna de El Monte, cursó su educación escolar en Talagante y luego comenzó su pregrado de psicología en la Universidad Santo Tomás, Posteriormente continuó sus estudios de Magíster en Ciencias Biológicas, mención neurociencias y Doctorado en Ciencias Biomédicas de la Universidad de Chile, centrando su investigación en el estudio de indicadores neurofisiológicos y clínicos para la detección e intervención temprana de enfermedades psiquiátricas severas.

## Trayectoria
Como investigadora, académica y divulgadora científica, en 2020 creó el espacio de divulgación Científicamente Mujeres.Además, es experta en la comunidad Hay Mujeres e Investigadora Joven del Núcleo Milenio Imhay.
En el año 2022, el diario El Mercurio la eligió como una de las 100 Mujeres Líderes en la categoría profesionales, académicas e investigadoras, destacándola por su aporte en la divulgación científica realizada por mujeres y por sus convicciones por la democratización del conocimiento.
La Comisión Desafíos del Futuro del Senado de Chile de 2023, invitó a la doctora Rocío Mayol para participar de la mesa de trabajo «Legislando sobre Inteligencia Artificial»,  discusión que tenía como objetivo conocer el impacto de la inteligencia artificial en Chile y generar un análisis actualizado del país, considerando múltiples ángulos con el propósito de establecer una propuesta de legislación inicial acerca del tema.
En 2025 formó parte de las exposiciones de la 14ª versión del Congreso Futuro 2025 con su charla "Generación de cristal y su impacto en la salud mental".Ese mismo año fue nombrada como vicepresidenta para Centro y Sudamérica de la IEPA (Early Intervention in Mental Health), la cual funciona como una red internacional para la promoción de la intervención temprana en salud mental.

## Academia
Actualmente es académica asistente de la Facultad de Psicología de la Universidad Alberto Hurtado, siendo su línea de investigación el estudio de la neurobiología de sistemas sensoriales y su impacto en funciones superiores en Trastornos psiquiátricos, así como también investiga la detección temprana de enfermedades psiquiátricas severas a través de indicadores electrofisiológicos.Además, ejerce como directora del Laboratorio Psiquiatría Traslacional (Psiquislab) en la Clínica Psiquiátrica Universitaria de la Universidad de Chile.

## Publicaciones
Algunas de sus investigaciones recientes más destacadas son:
1. Laura J. Bonnett et.al. (February 2025). «Clinical prediction model for transition to psychosis in individuals meeting At Risk Mental State criteria». Schizophrenia 11(1). doi:10.1038/s41537-025-00582-5.
2. Rocío Mayol Troncoso, Pablo A. Gaspar, Roberto Verdugo, Juan José Mariman y Pedro E Maldonado (August 2024). «Fixational eye movements and their associated evoked potentials during natural vision are altered in schizophrenia». Schizophrenia Research Cognition 38(8):100324. doi:10.1016/j.scog.2024.100324.
3. Mariel Labra Farías, Rocío Escalona Carrasco, Tiare Molina Águila, Paloma Ledesma Díaz, Laura Sommers Bustamante, Javiera Garrido Saavedra, Génesis Araos Hernández, Martín Barraza Saá, Alejandro Maturana Hurtado, Rolando Castillo Passi, Sebastián Corral Zavala, Rocío Mayol Troncoso y Pablo Gaspar Ramos (November 2024). Guía psicoeducativa para comprender los estados mentales de alto riesgo clínico: Una mirada preventiva para el desarrollo integral de adolescentes y adultos jóvenes (2ª ed.).. IMHAY - Psiquislab.
4. Cassandra Wannan et.al. (March 2024). «Accelerating Medicines Partnership® Schizophrenia (AMP® SCZ): Rationale and Study Design of the Largest Global Prospective Cohort Study of Clinical High Risk for Psychosis». Schizophrenia Bulletin 50(2). doi:10.1093/schbul/sbae011.
5. Sebastian Corral Pablo, A. Gaspar Rolando Ignacio Castillo,  Rocío Mayol Troncoso, Adrian P Mundt, Yuriy Ignatyev, Rodrigo Nieto y Alicia Figueroa-Muñoz (January 2024). «Montreal Cognitive Assessment (MoCA) as a screening tool for cognitive impairment in early stages of psychosis». Schizophrenia Research Cognition 36(8):100302. doi:10.1016/j.scog.2024.100302.